# 烏克蘭國家安全局
烏克蘭國家安全局（烏克蘭語：Служба безпеки України，羅馬化：Sluzhba bezpeky Ukrainy，縮寫：СБУ / SBU；或按英語縮寫為SSU）是烏克蘭的專業情報機構，也為反間諜和反恐怖活動的主要國家安全機關。現任局長為瓦西里·马柳克。

## 歷史

### 烏克蘭人民共和國和烏克蘭國時期
1918年1月14日，烏克蘭人民共和國成立了安全部門。
1918年5月，烏克蘭國內政部國家警衛局開始組建新的情報部門。由於公共安全與秩序保衛部（俄羅斯帝國的秘密警察部隊）的前僱員的加入，是該組織取得空前的成功。
1918年12月烏克蘭國垮臺，烏克蘭人民共和國重新掌權後，新政府幾乎摧毀了烏克蘭國時期的所有國家基礎設施。
因此，1919 年 1 月成立的新特勤局（分為國內和國外兩個部門）實際上必須從頭開始。新成立的特勤局並沒有像烏克蘭國時期的安全部門一樣成功，相反十分失敗。
另一方面，西烏克蘭人民共和國的安全部門組織卻十分良好。西烏克蘭人民共和國成立於1919年3月，當時是烏克蘭加利西亞軍隊的野戰憲兵隊（它也擔任憲兵）。西烏克蘭人民共和國和烏克蘭人民共和國的安全部門之間並沒有進行任何合作。
1924年，前烏克蘭人民共和國情報主管Mykola Chebotarov主動在烏克蘭蘇維埃社會主義共和國領土上為烏克蘭人民共和國流亡政府開展情報工作。

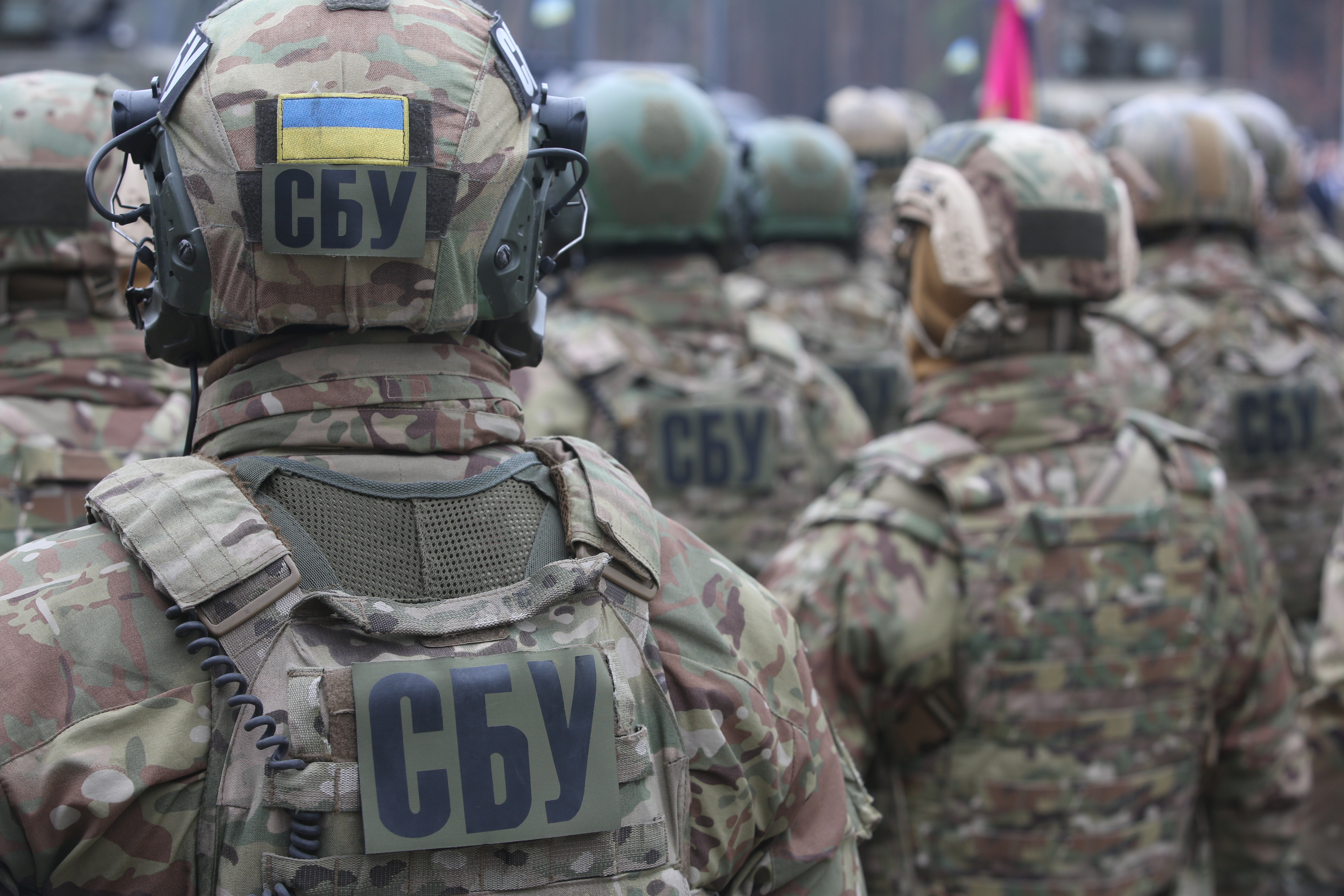
烏克蘭國家安全局阿爾法小組成員

### 乌克兰苏维埃社会主义共和国时期
全烏克蘭肅清反革命及怠工非常委員會於1918年12月3日在庫爾斯克成立。
在亞科夫·斯維爾德洛夫和列寧的倡議下。 該委員會是根據烏克蘭蘇維埃人民共和國的法令成立的，後來於1919年5月30日由全烏克蘭中央執行委員會通過。
為了支援烏克蘭蘇維埃政府，作為全烏克蘭肅清反革命及怠工非常委員會的一部分，在莫斯科成立了一支由24500名士兵組成的特別任務團。
1919年春天，成立了反革命委員會，由阿道夫·喬夫、斯坦尼斯拉夫·科西奧爾和馬丁·拉齊斯組成。 在早期，安全機構與「庫拉克民族主義」作鬥爭（抵制沒收土地並被迫進入集體農場的農民）。
1920年8月19日，全烏克蘭反革命及怠工非常委員會在指控他們反革命後逮捕了全烏克蘭孟什維克會議的所有成員。
1934年12月10日，烏克蘭國家政治局解散，成為烏克蘭內務人民委員部的一部分。

### 乌克兰再次独立后
2009年安全局曾發現7個間諜和16個特工。
於俄羅斯入侵烏克蘭期間，烏克蘭國家安全局與烏國武裝部隊，聯手針對俄佔區目標發動多次軍事行動。
2022年10月8日和2023年7月17日，國安局分別利用汽車炸彈及無人水面載具，兩度襲擊克里米亞大橋。
2023年8月4日，烏克蘭海軍與國安局聯手使用無人水面載具，襲擊俄罗斯海军奧列涅戈爾斯克礦工號大型登陸艦，引致該艦嚴重受損，入水側傾。事後，該艦被俄軍拖船拖回。

## 職責
烏克蘭國家安全局在法律規定的許可權範圍內，有權保護國家主權、憲法秩序、領土完整、烏克蘭的經濟、科學、技術和國防潛力、國家的合法利益和公民權利，免受外國特種服務的情報和顛覆活動，免受某些組織、團體和個人試圖的非法干涉，並確保國家機密得到保護。
其他職責包括打擊危及人類和平與安全的犯罪、恐怖主義、腐敗和管理和經濟領域的有組織犯罪活動，以及其他立即威脅烏克蘭切身利益的非法行為。

## 組織
除了烏克蘭邊防衛隊和負責國家官員安全的部門外，烏克蘭國家安全局的一般結構與其前身（烏克蘭蘇維埃社會主義共和國的克格勃）非常相似。 然而，在烏克蘭國家安全局下，在烏克蘭每個州份都有負責特種行動的阿爾法。
根據英國政治專家塔拉斯·庫齊奧的說法，與前身烏克蘭蘇維埃社會主義共和國克格勃相比，烏克蘭國家安全局的組織結構仍然龐大，現役軍官總數高達3萬人。比英國軍情五處和軍情六處總和大六倍。

### 結構
- 中央（由大約25個部門組成）
  - 腐敗和有組織犯罪打擊局
- 區域部門（26個部門）
- 特別部門
- 反恐中心與許多部委和其他國家機構合作，如內政部、國防部、緊急情況部、國家邊防警衛隊等。
- 教育機構
  - 烏克蘭國家安全域性學院
  - 智者雅羅斯拉夫國家法律學院:為服務人員做準備的研究所。
  - 其他
- 烏克蘭國家安全局國家檔案館
- 阿爾法小組 (烏克蘭)

## 外部連結
- 官方网站  （乌克兰語）
- Gongadze Case Investigation （乌克兰語）
- Igor Drizhchany's Complex Inheritance （页面存档备份，存于） （英文）
- The top-5 arrests and mask-shows in 2011 （页面存档备份，存于） （乌克兰語）
- From the History of Genocide （页面存档备份，存于） （俄文）
- Extraordinary Commissions in Podillia （乌克兰語）
- Balitsky's profile （页面存档备份，存于） （俄文）
- Chysnikov, V. Directors of organs of State Security of the Soviet Ukraine.
- People's Committee of State Security （页面存档备份，存于）